# Cigánd
Cigánd ist eine ungarische Stadt im gleichnamigen Kreis im 
Komitat Borsod-Abaúj-Zemplén.

## Geografische Lage
Cigánd liegt 83 Kilometer nordöstlich des Komitatssitzes Miskolc am rechten Ufer des Flusses Theiß.

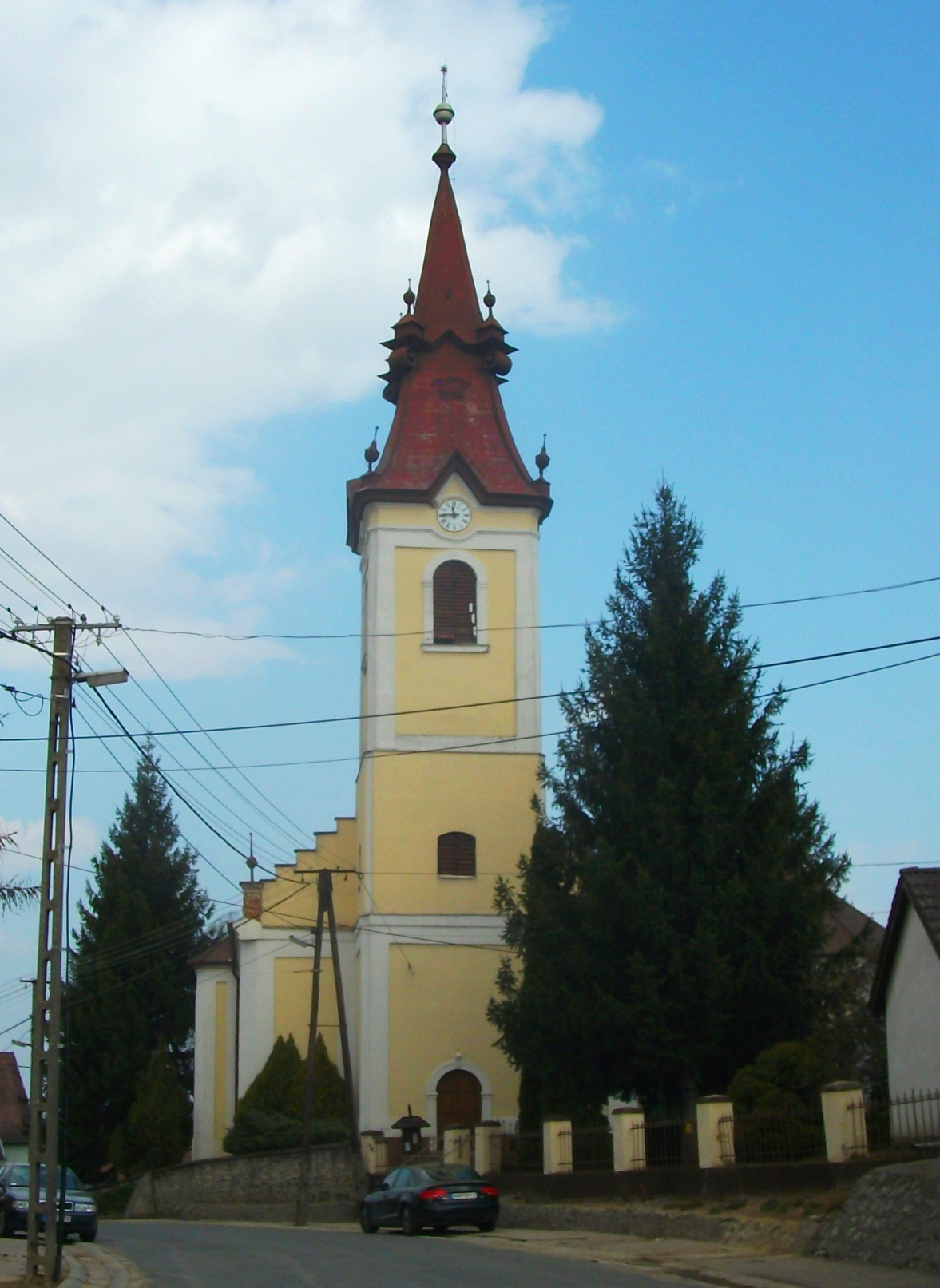
Reformierte Kirche
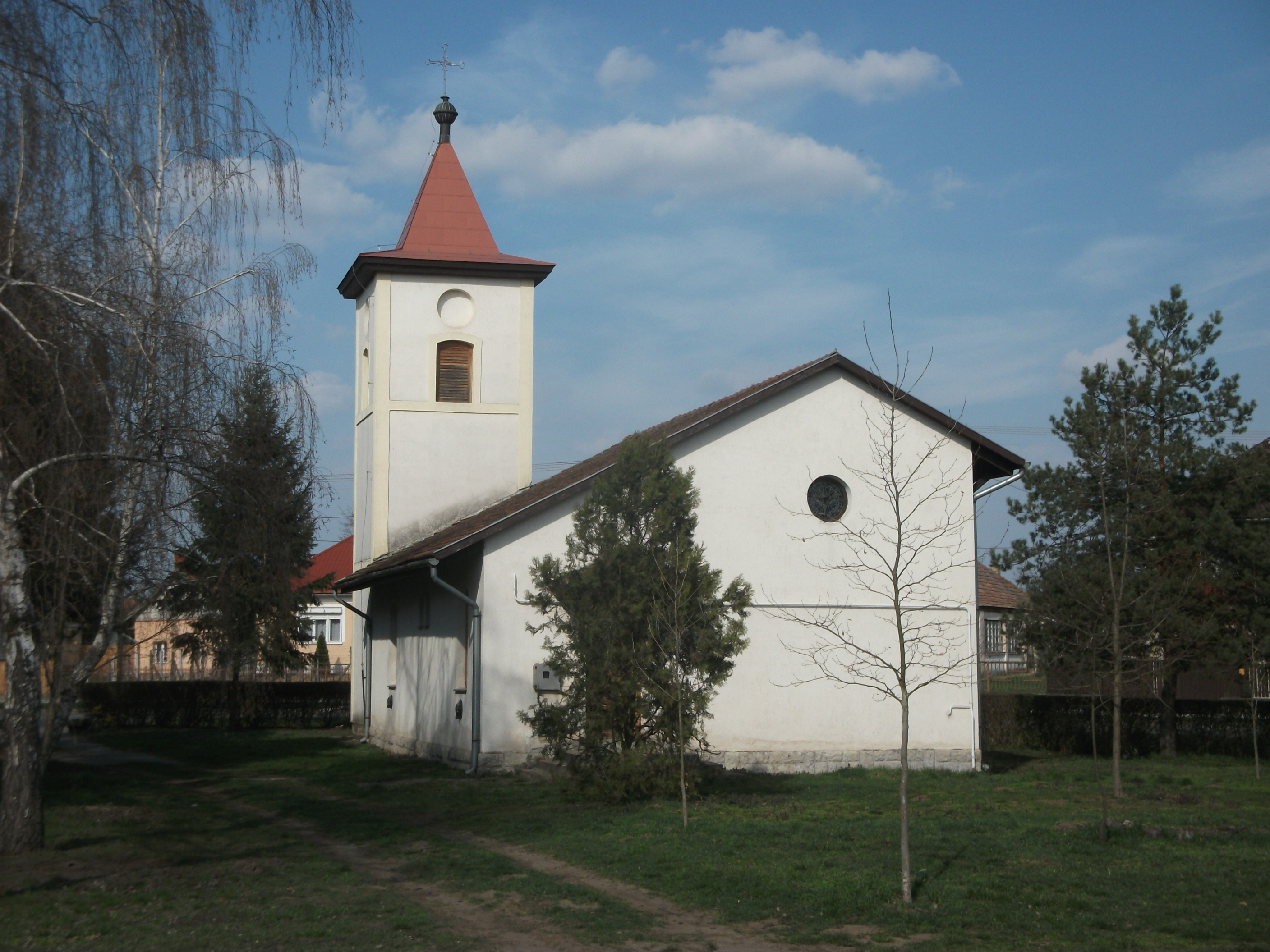
Römisch-katholische Kapelle Gyümölcsoltó Boldogasszony
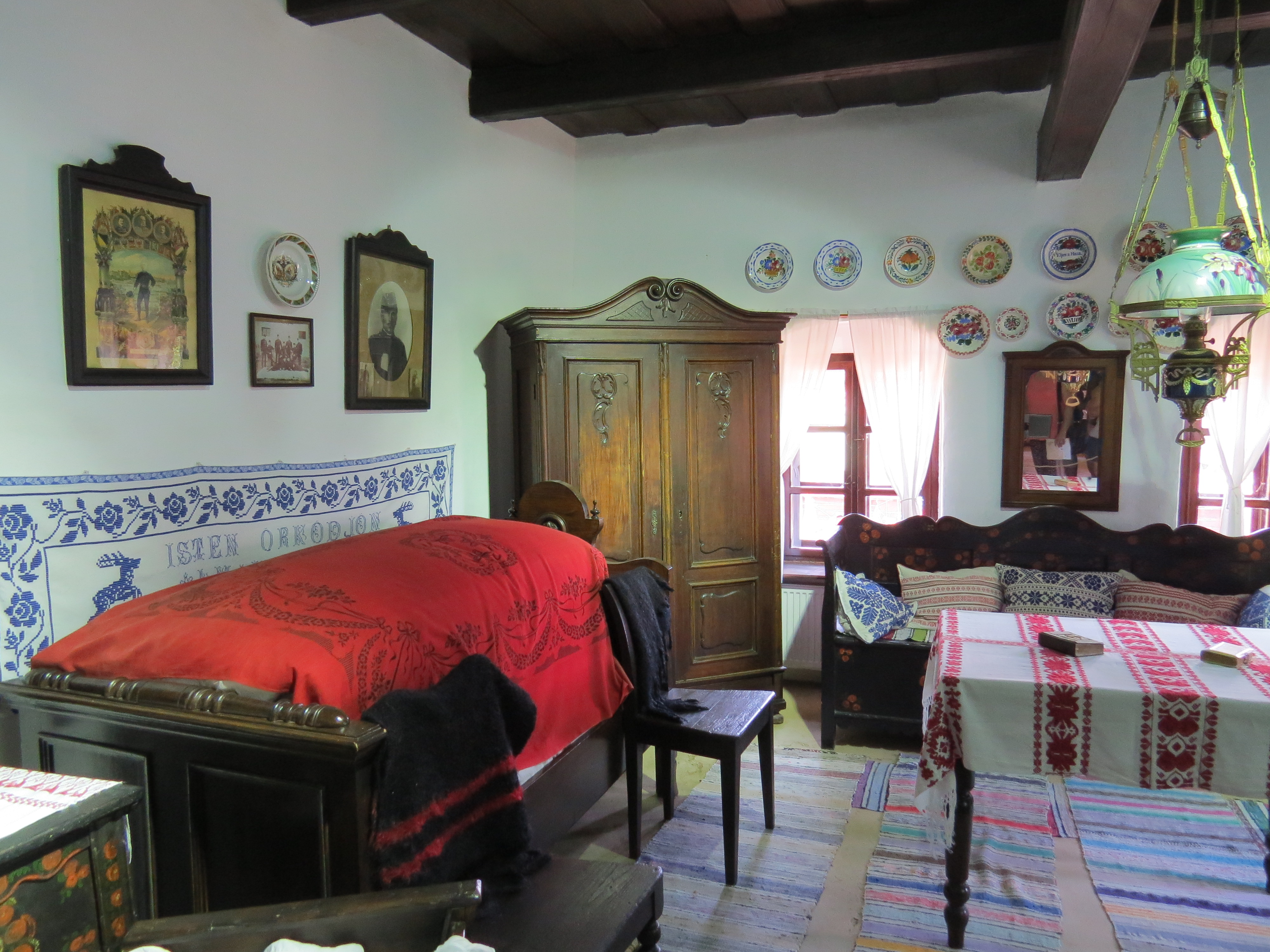
Zimmer im Heimatmuseum
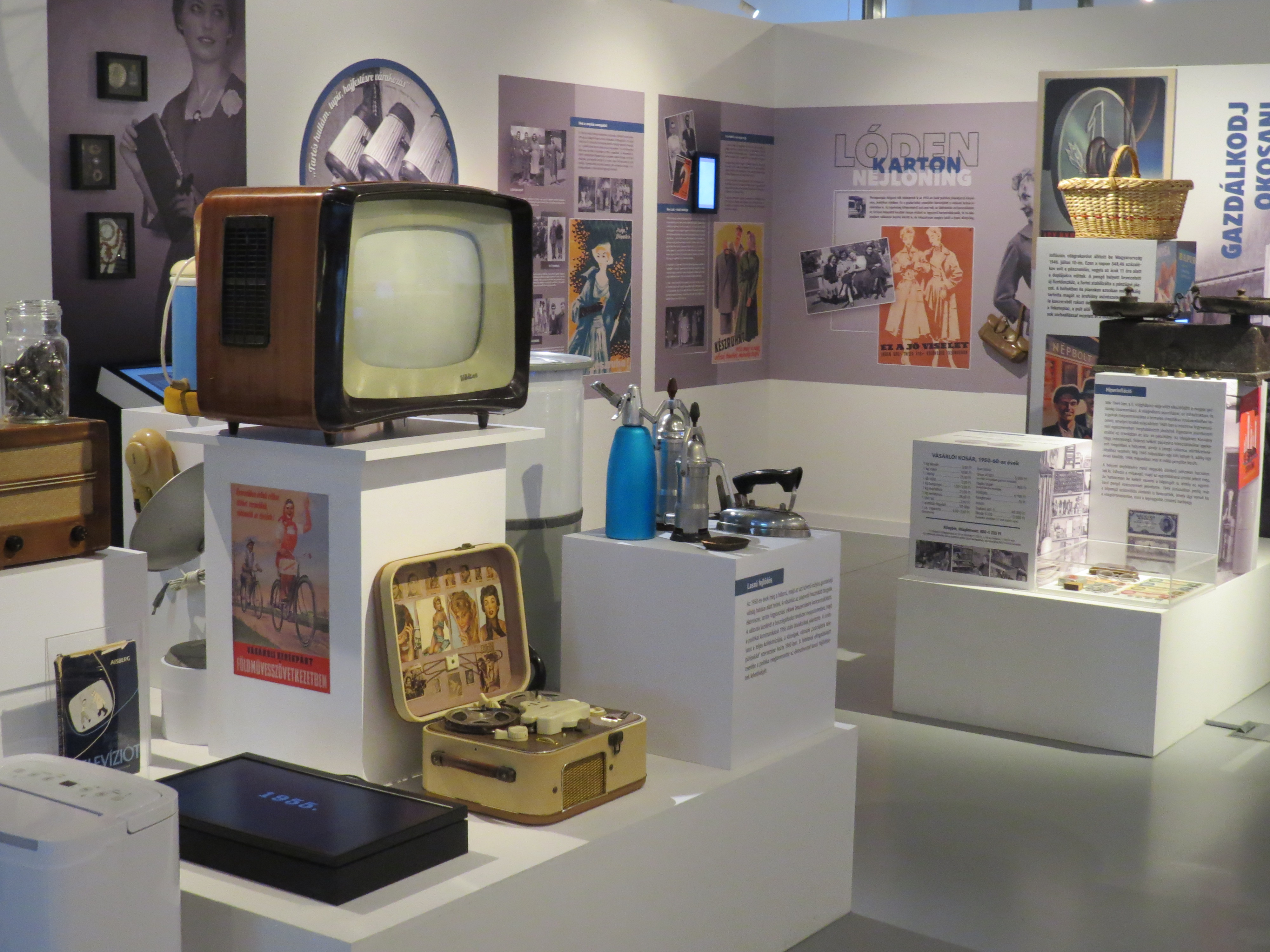
Ausstellung im Haus der Vergangenheit (Múltkor Háza)

## Städtepartnerschaften
- Aluniș, Rumänien
- Biel, Slowakei
- Sobrance, Slowakei